# Ghiacciaio Kreitzer (Terra della Principessa Elisabetta)
Il ghiacciaio Kreitzer è un ghiacciaio situato sulla costa di Ingrid Christensen, nella Terra della Principessa Elisabetta, in Antartide. Il ghiacciaio fluisce verso nord-ovest scorrendo tra il promontorio Jennings e le colline Reinbolt fino a entrare nella parte orientale della piattaforma glaciale Amery.

## Storia
Il ghiacciaio Kreitzer fu mappato e così battezzato nel 1952 dal geografo americano John H. Roscoe, il quale effettuò un dettagliato studio dell'area basandosi su fotografie aeree scattate durante l'operazione Highjump, 1946-47. Roscoe diede alla formazione questo nome in onore del tenente della USN William R. Kreitzer, comandante di uno dei tre velivoli che furono utilizzati per le ricognizioni fotografiche di questa e di altre aree costiere durante la sopraccitata operazione Highjump.